# Нижній Тиловай (Граховський район)
Нижній Тилова́й (Хрещений Тиловай, рос. Нижний Тыловай) — присілок в Граховському районі Удмуртії, Росія.

## Населення
Населення — 90 осіб (2010; 114 у 2002).
Національний склад станом на 2002 рік:
- кряшени — 55 %
- росіяни — 37 %

## Господарство
В присілку діють клуб та фельдшерсько-акушерський пункт.

## Історія
За даними 10-ї ревізії 1859 року в присілку Кряшен-Тиловай (Хрещений Тиловай) було 12 дворів та проживало 110 осіб. Тоді тут працював водяний млин. З 1924 року — присілок в складі Новогорської сільської ради Граховської волості. 26 червня 1954 року присілок віднесений до Марі-Возжайської сільської ради, але вже 1959 року сільрада була ліквідована і присілок приєднаний до Новогорської сільської ради. 1 липня 1964 року згідно з постановою президії Верховної Ради Удмуртської АРСР присілок був перейменований на сучасну назву.

## Урбаноніми[3]
- вулиці — Калініна, Лісова